# Asia Muhammadová
Asia Muhammadová (* 4. dubna 1991 Long Beach) je americká profesionální tenistka. Ve své dosavadní kariéře na okruhu WTA Tour vyhrála třináct turnajů ve čtyřhře. Šňůrou výher v prvních sedmi finále drží na túře WTA historický rekord úvodní neporazitelnosti. V sérii WTA 125 vybojovala pět deblových trofejí. Na okruhu ITF získala čtrnáct titulů ve dvouhře a třicet pět ve čtyřhře.
Na žebříčku WTA byla ve dvouhře nejvýše klasifikována v dubnu 2017 na 124. místě a ve čtyřhře pak v březnu 2025 na 8. místě.

## Tenisová kariéra
V rámci hlavních soutěží událostí okruhu ITF debutovala v květnu 2006, když ve čtyřhře lasvegaského turnaje s dotací 10 tisíc dolarů vypadla s Nicole Boufflerovou v úvodním kole. Singlovou premiéru zaznamenala v únoru 2007 opět v Las Vegas, turnaji s vyšší dotací 75 tisíc dolarů. V prvním kole podlehla Francouzce Julii Fedossovové ve dvou setech. V červnu téhož roku vybojovala debutový titul kariéry, když ve finále houstonské události ITF s rozpočtem 10 tisíc dolarů zdolala o osm let starší Chorvatku Jelenu Pandžićovou.
V singlu okruhu WTA Tour poprvé startovala na srpnovém LA Women's Tennis Championships 2006 v Los Angeles. Na úvod kvalifikace uhrála pouze dva gemy na Číňanku Juang Meng. Debut v hlavní soutěži tohoto okruhu zažila na sandiegském Southern California Open 2007, do něhož obdržela divokou kartu. V prvním kole podlehla krajance Vanie Kingové. Profesionálkou se stala v sezóně 2007.
Premiérové finále na okruhu WTA Tour odehrála na červnovém Topshelf Open 2015 v 's-Hertogenboschi, když ve finále čtyřhry s Němkou Laurou Siegemundovou porazily srbsko-ruskou dvojici Jelena Jankovićová a Anastasija Pavljučenkovová.
První zápas v hlavní soutěži grandslamu odehrála v ženském singlu US Open 2008. Do turnaje nastoupila na divokou kartu a v úvodním utkání nenašla recept na francouzskou hráčku Aravane Rezaïovou. V ženské čtyřhře newyorského majoru 2008 pak byla s Melanie Oudinovou vyřazena také v prvním kole po porážce od páru Sorana Cîrsteaová a Monica Niculescuová.

## Finále na okruhu WTA Tour

### Čtyřhra: 17 (13–4)
| Legenda                                          |
| ------------------------------------------------ |
| Grand Slam (0)                                   |
| Turnaj mistryň (0)                               |
| Premier Mandatory & Premier 5 / WTA 1000 (2–2 Č) |
| Premier / WTA 500 (3–1 Č)                        |
| International / WTA 250 (8–1 Č)                  |

| Stav       | č.  | datum           | turnaj                                   | kategorie     | povrch      | spoluhráčka          | soupeřky ve finále                            | výsledek              |
| ---------- | --- | --------------- | ---------------------------------------- | ------------- | ----------- | -------------------- | --------------------------------------------- | --------------------- |
| Vítězka    | 1.  | 13. června 2015 | 's-Hertogenbosch, Nizozemsko             | International | tráva       | Laura Siegemundová   | Jelena Jankovićová Anastasija Pavljučenkovová | 6–3, 7–5              |
| Vítězka    | 2.  | 24. září 2016   | Kanton, Čína                             | International | tvrdý       | Pcheng Šuaj          | Olga Govorcovová Věra Lapková                 | 6–2, 7–6(7–3)         |
| Vítězka    | 3.  | 16. září 2018   | Québec, Kanada                           | International | koberec (h) | Maria Sanchezová     | Darija Juraková Xenia Knollová                | 6–4, 6–3              |
| Vítězka    | 4.  | 7. dubna 2019   | Monterrey, Mexiko                        | International | tvrdý       | Maria Sanchezová     | Monique Adamczaková Jessica Mooreová          | 7–6(7–2), 6–4         |
| Vítězka    | 5.  | 12. ledna 2020  | Auckland, Nový Zéland                    | International | tvrdý       | Taylor Townsendová   | Serena Williamsová Caroline Wozniacká         | 6–4, 6–4              |
| Vítězka    | 6.  | 20. března 2021 | Monterrey, Mexiko (2)                    | WTA 250       | tvrdý       | Caroline Dolehideová | Heather Watsonová Čeng Saj-saj                | 6–2, 6–3              |
| Vítězka    | 7.  | 9. ledna 2022   | Melbourne, Austrálie                     | WTA 250       | tvrdý       | Jessica Pegulaová    | Sara Erraniová Jasmine Paoliniová             | 6–3, 6–1              |
| Finalistka | 1.  | 19. března 2022 | Indian Wells, Spojené státy              | WTA 1000      | tvrdý       | Ena Šibaharaová      | Sü I-fan Jang Čao-süan                        | 5–7, 6–7(4–7)         |
| Finalistka | 2.  | září 2022       | Soul, Jižní Korea                        | WTA 250       | tvrdý       | Sabrina Santamariová | Kristina Mladenovicová Yanina Wickmayerová    | 3–6, 2–6              |
| Vítězka    | 8.  | 7. ledna 2023   | Adelaide, Austrálie                      | WTA 500       | tvrdý       | Taylor Townsendová   | Storm Hunterová Kateřina Siniaková            | 6–2, 7–6(7–2)         |
| Vítězka    | 9.  | 11. února 2024  | Kluž, Rumunsko                           | WTA 250       | tvrdý (h)   | Caty McNallyová      | Harriet Dartová Tereza Mihalíková             | 6–3, 6–4              |
| Finalistka | 3.  | 25. května 2024 | Štrasburk, Francie                       | WTA 500       | antuka      | Aldila Sutjiadiová   | Cristina Bucșová Monica Niculescuová          | 6–3, 4–6, [6–10]      |
| Vítězka    | 10. | 3. srpna 2024   | Washington, Spojené státy                | WTA 500       | tvrdý       | Taylor Townsendová   | Ťiang Sin-jü Wu Fang-sien                     | 7–6(7–0), 6–3         |
| Vítězka    | 11. | 19. srpna 2024  | Cincinnati, Spojené státy                | WTA 1000      | tvrdý       | Erin Routliffeová    | Leylah Fernandezová Julia Putincevová         | 3–6, 6–1, [10–4]      |
| Finalistka | 4.  | 13. října 2024  | Wu-chan, Čína                            | WTA 1000      | tvrdý       | Jessica Pegulaová    | Irina Chromačovová Anna Danilinová            | 3–6, 6–7(6–8)         |
| Vítězka    | 12. | 15. března 2025 | Indian Wells, Spojené státy              | WTA 1000      | tvrdý       | Demi Schuursová      | Tereza Mihalíková Olivia Nichollsová          | 6–2, 7–6(7–4)         |
| Vítězka    | 13. | 15. června 2025 | Queen's Club, Londýn, Spojené království | WTA 500       | tráva       | Demi Schuursová      | Anna Danilinová Diana Šnajderová              | 7–5, 6–7(3–7), [10–4] |

## Finále série WTA 125

### Čtyřhra: 9 (5–4)
| Legenda       |
| ------------- |
| WTA 125 (5–4) |

| Stav       | č. | datum         | turnaj                      | povrch    | spoluhráčka        | soupeřky ve finále                       | výsledek              |
| ---------- | -- | ------------- | --------------------------- | --------- | ------------------ | ---------------------------------------- | --------------------- |
| Finalistka | 1. | listopad 2016 | Honolulu, Spojené státy     | tvrdý     | Nicole Gibbsová    | Eri Hozumiová Miju Katová                | 7–6(7–3), 3–6, [8–10] |
| Finalistka | 2. | listopad 2017 | Honolulu, Spojené státy     | tvrdý     | Eri Hozumiová      | Sie Šu-jing Sie Šu-wej                   | 1–6, 6–7(3–7)         |
| Finalistka | 3. | září 2018     | Chicago, Spojené státy      | tvrdý     | Maria Sanchezová   | Mona Barthelová Kristýna Plíšková        | 3–6, 2–6              |
| Vítězka    | 1. | březen 2020   | Indian Wells, Spojené státy | tvrdý     | Taylor Townsendová | Jessica Pegulaová Caty McNallyová        | 6–4, 6–4              |
| Vítězka    | 2. | listopad 2021 | Midland, Spojené státy      | tvrdý (h) | Harriet Dartová    | Peangtarn Plipuečová Aldila Sutdžiadiová | 6–3, 2–6, [10–7]      |
| Vítězka    | 3. | srpen 2022    | Vancouver, Kanada           | tvrdý     | Mju Katová         | Tímea Babosová Angela Kulikovová         | 6–3, 7–5              |
| Vítězka    | 4. | listopad 2022 | Midland, Spojené státy (2)  | tvrdý (h) | Alycia Parksová    | Anna-Lena Friedsamová Nadija Kičenoková  | 6–2, 6–3              |
| Finalistka | 4. | březen 2023   | Florencie, Itálie           | antuka    | Giuliana Olmosová  | Vivian Heisenová Ingrid Neelová          | 6–1, 2–6, [8–10]      |
| Vítězka    | 5. | květen 2024   | Paříž, Francie              | antuka    | Aldila Sutjiadiová | Monica Niculescuová Ču Lin               | 7–6(7–3), 4–6, [11–9] |

## Tituly na okruhu ITF
| Dotace turnajů okruhu ITF | Dotace turnajů okruhu ITF |
| ------------------------- | ------------------------- |
| 100 000 $ tournaments     | 80 000 $ tournaments      |
| 75 000 $ tournaments      | 60 000 $ tournaments      |
| 50 000 $ tournaments      | 25 000 $ tournaments      |
| 15 000 $ tournaments      | 10 000 $ tournaments      |

### Dvouhra (14 titulů)
| Č.  | datum             | turnaj                         | povrch    | poražená finalistka | výsledek           |
| --- | ----------------- | ------------------------------ | --------- | ------------------- | ------------------ |
| 1.  | 3. června 2007    | Houston, Spojené státy         | tvrdý (h) | Jelena Pandzićová   | 6–3 4–6 6–4        |
| 2.  | 12. května 2013   | Raleigh, Spojené státy         | antuka    | Chalena Schollová   | 6–2 6–2            |
| 3.  | 2. listopadu 2015 | Canberra, Austrálie            | tvrdý     | Eri Hozumiová       | 6–4, 6–3           |
| 4.  | únor 2017         | Burnie, Austrálie              | tvrdý     | Arina Rodionovová   | 6–2, 6–1           |
| 5.  | únor 2018         | Rancho Santa Fe, Spojené státy | tvrdý     | Kurumi Naraová      | 6–4, 2–6, 7–6(7–3) |
| 6.  | srpen 2018        | Lexington, Spojené státy       | tvrdý     | Ann Liová           | 7–5, 6–1           |
| 7.  | září 2018         | Templeton, Spojené státy       | tvrdý     | Sesil Karatančevová | 2–6, 6–4, 6–3      |
| 8.  | září 2019         | Cairns, Austrálie              | tvrdý     | Zuzana Zlochová     | 6–2, 6–2           |
| 9.  | říjen 2019        | Brisbane, Austrálie            | tvrdý     | Maddison Inglisová  | 6–3, 3–6, 6–3      |
| 10. | únor 2020         | Launceston, Austrálie          | tvrdý     | Destanee Aiavová    | 6–4, 6–3           |
| 11. | únor 2022         | Canberra, Austrálie            | tvrdý     | Priscilla Honová    | 6–7(6–8), 6–3, 6–2 |
| 12. | únor 2022         | Canberra, Austrálie            | tvrdý     | Arina Rodionovová   | 6–1, 7–6(9–7)      |
| 13. | březen 2022       | Bendigo, Austrálie             | tvrdý     | Olivia Gadecká      | 6–2, 6–4           |
| 14. | červenec 2023     | Roehampton, Spojené království | tvrdý     | Pak So-hjon         | 6–2, 1–0skreč      |

### Čtyřhra (35 titulů)
| Č.  | datum              | turnaj                              | povrch  | spoluhráčka          | poražené finalistky                               | výsledek              |
| --- | ------------------ | ----------------------------------- | ------- | -------------------- | ------------------------------------------------- | --------------------- |
| 1.  | 17. října 2010     | Troy, Spojené státy                 | tvrdý   | Madison Brengleová   | Alina Židkovová Laura Siegemundová                | 6–2, 6–4              |
| 2.  | 29. května 2011    | Carson, Spojené státy               | tvrdý   | Alexandra Muellerová | Christina Christianová Yasmin Schnacková          | 6–2, 6–3              |
| 3.  | 10. července 2011  | Waterloo, Kanada                    | antuka  | Alexandra Muellerová | Eugenie Bouchardová Megan Moultonová-Levyová      | 6–3, 3–6, [10–7]      |
| 4.  | 25. září 2011      | Albuquerque, Spojené státy          | tvrdý   | Alexa Glatchová      | Grace Minová Melanie Oudinová                     | 4–6, 6–3, [10–2]      |
| 5.  | 3. června 2012     | Sacramento, Spojené státy           | tvrdý   | Yasmin Schnacková    | Kaitlyn Christianová Maria Sanchezová             | 6–3, 7–6 (7–4)        |
| 6.  | 23. září 2012      | Albuquerque, Spojené státy          | tvrdý   | Yasmin Schnacková    | Irina Falconiová Maria Sanchezová                 | 6–2, 1–6, [12–10]     |
| 7.  | 17. února 2013     | Rancho Santa Fe, Spojené státy      | tvrdý   | Allie Willová        | Anamika Bhargavová Macall Harkinsová              | 6–1, 6–4              |
| 8.  | 12. května 2013    | Raleigh, Spojené státy              | antuka  | Allie Willová        | Jessica Mooreová Sally Peersová                   | 6–3, 6–3              |
| 9.  | 27. dubna 2014     | Charlottesville, Spojené státy      | antuka  | Taylor Townsendová   | Irina Falconiová Maria Sanchezová                 | 6–3, 6–1              |
| 10. | 4. května 2014     | Indian Harbour Beach, Spojené státy | antuka  | Taylor Townsendová   | leden Abazová Sanaz Marandová                     | 6–2, 6–1              |
| 11. | 3. srpna 2014      | Vancouver, Kanada                   | tvrdý   | Maria Sanchezová     | Jamie Loebová Allie Willová                       | 6–3, 1–6, [10–8]      |
| 12. | 17. ledna 2015     | Plantation, Spojené státy           | antuka  | Irina Chromačovová   | leden Abazová Sanaz Marandová                     | 6–2, 6–2              |
| 13. | 28. února 2015     | Rancho Santa Fe, Spojené státy      | tvrdý   | Samantha Crawfordová | İpek Soyluová Nina Stojanovićová                  | 6–0, 6–3              |
| 14. | 24. října 2015     | Cairns, Austrálie                   | tvrdý   | Lauren Embreeová     | Noppavan Lertčívakarnová Varatčaja Vongteančajová | 6–2, 4–6, [11–9]      |
| 15. | 14. listopadu 2015 | Bendigo, Austrálie                  | tvrdý   | Lauren Embreeová     | Natela Dzalamidzeová Hiroko Kuwatová              | 7–5, 6–3              |
| 16. | leden 2016         | Maui, Spojené státy                 | tvrdý   | Maria Sanchezová     | Jessica Pegulaová Taylor Townsendová              | 6–2, 3–6, [10–6]      |
| 17. | únor 2016          | Rancho Santa Fe, Spojené státy      | tvrdý   | Taylor Townsendová   | Jessica Pegulaová Carol Zhaová                    | 6–3, 6–4              |
| 18. | duben 2016         | Osprey, Spojené státy               | tvrdý   | Taylor Townsendová   | Louisa Chiricová Katerina Stewartová              | 6–1, 6–7(5–7), [10–4] |
| 19. | duben 2016         | Pelham, Spojené státy               | antuka  | Taylor Townsendová   | Sophie Changová Caitlin Whoriskeyová              | 6–2, 6–3              |
| 20. | duben 2016         | Dothan, Spojené státy               | antuka  | Taylor Townsendová   | Caitlin Whoriskeyová Keri Wongová                 | 6–0, 6–1              |
| 21. | duben 2016         | Charlottesville, Spojené státy      | antuka  | Taylor Townsendová   | Alexandra Panovová Shelby Rogersová               | 7–6(7–4), 6–0         |
| 22. | říjen 2016         | Bendigo, Austrálie                  | tvrdý   | Arina Rodionovová    | Šúko Aojamová Risa Ozakiová                       | 6–4, 6–3              |
| 23. | listopad 2017      | Canberra, Austrálie                 | tvrdý   | Arina Rodionovová    | Jessica Mooreová Ellen Perezová                   | 6–4, 6–4              |
| 24. | květen 2018        | Fukuoka, Japonsko                   | koberec | Naomi Broadyová      | Tara Mooreová Amra Sadikovicová                   | 6–2, 6–0              |
| 25. | květen 2018        | Kurume, Japonsko                    | koberec | Naomi Broadyová      | Katy Dunneová Abigail Tere-Apisahová              | 6–2, 6–4              |
| 26. | červen 2018        | Ilkley, Velká Británie              | tráva   | Maria Sanchezová     | Natela Dzalamidzeová Galina Voskobojevová         | 4–6, 6–3, [10–1]      |
| 27. | červenec 2018      | Berkeley, Spojené státy             | tvrdý   | Nicole Gibbsová      | Ellen Perezová Sabrina Santamariová               | 6–4, 6–1              |
| 28. | září 2018          | Templeton, Spojené státy            | tvrdý   | Maria Sanchezová     | Quinn Gleasonová Luisa Stefaniová                 | 6–7, 6–2, [10–8]      |
| 29. | listopad 2018      | Tyler, Spojené státy                | tvrdý   | Nicole Gibbsová      | Desirea Krawczyková Giuliana Olmosová             | 3–6, 6–3, [14–12]     |
| 30. | listopad 2018      | Las Vegas, Spojené státy            | tvrdý   | Maria Sanchezová     | Sophie Changová Alexandra Muellerová              | 6–3, 6–4              |
| 31. | duben 2019         | Charlottesville, Spojené státy      | antuka  | Taylor Townsendová   | Lucie Hradecká Katarzyna Kawaová                  | 4–6, 7–5 [10–3]       |
| 32. | květen 2019        | Charleston, Spojené státy           | antuka  | Taylor Townsendová   | Madison Brengleová Lauren Davisová                | 6–2, 6–2              |
| 33. | listopad 2019      | Playford, Austrálie                 | tvrdý   | Storm Sandersová     | Naiktha Bainsová Tereza Mihalíková                | 6–3, 6–4              |
| 34. | únor 2022          | Canberra, Austrálie                 | tvrdý   | Arina Rodionovová    | Alison Baiová Jaimee Fourlisová                   | 6–3, 3–6, [10–6]      |
| 35. | únor 2022          | Canberra, Austrálie                 | tvrdý   | Arina Rodionova      | Alison Baiová Jaimee Fourlisová                   | 7–6(7–2), 7–6(7–5)    |